# Microcausta argenticilia
Microcausta argenticilia är en fjärilsart som beskrevs av George Francis Hampson 1919. Microcausta argenticilia ingår i släktet Microcausta och familjen Crambidae. Inga underarter finns listade i Catalogue of Life.